# 6395 Hilliard
6395 Hilliard (1990 UE1) là một tiểu hành tinh vành đai chính được phát hiện ngày 21 tháng 10 năm 1990 bởi Kushida, Y., Muramatsu, O. ở Yatsugatake.